# Wolfgang Spohn
Wolfgang Konrad Spohn (* 20. März 1950 in Tübingen) ist ein deutscher Philosoph. Er war bis 2018 Professor für Philosophie und Wissenschaftstheorie an der Universität Konstanz.

## Biographie
Wolfgang Spohn studierte Philosophie, Logik & Wissenschaftstheorie und Mathematik an der Universität München. Er erwarb dort 1973 den Magister und 1976 die Promotion  mit einer Dissertation zum Thema Grundlagen der Entscheidungstheorie. Während seiner Zeit als wissenschaftlicher Assistent in München erwarb er 1984 die Lehrbefugnis in Philosophie und Logik & Wissenschaftstheorie mit der Schrift Eine Theorie der Kausalität. Er hatte Professuren an der Universität Regensburg (1986–1991) und der Universität Bielefeld (1991–1996) und war von 1996 bis 2018 Professor an der Universität Konstanz. Seit 2019 ist er Senior-Professor an der Universität Tübingen.
Spohn ist Herausgeber der Zeitschrift Erkenntnis und war von 1988 bis 2001 deren geschäftsführender Herausgeber. Er ist Gründungsmitglied der Gesellschaft für Analytische Philosophie und diente ihr von 2006 bis 2012 als Vizepräsident. Spohn war Fellow des Wissenschaftskollegs zu Berlin (1985/86) und Gastprofessor an der University of California, Irvine (1988). Seit 2002 ist er Mitglied der Deutschen Akademie der Naturforscher Leopoldina, seit 2005 Mitglied des wissenschaftlichen Beirats des Zentrums für interdisziplinäre Forschung der Universität Bielefeld und seit 2015 Mitglied der Academia Europaea. 2012 erhielt er den Lakatos-Preis der London School of Economics für sein Buch The Laws of Belief. Ranking Theory and its Philosophical Applications als erster außerhalb der angelsächsischen Philosophie. 2015 wurde ihm der Frege-Preis der Gesellschaft für Analytische Philosophie für herausragende Leistungen einer deutschsprachigen Philosophin oder eines deutschsprachigen Philosophen auf dem Gebiet der Analytischen Philosophie zugesprochen. 2023 verlieh ihm die Universität München die Ehrendoktorwürde.
Spohn war Sprecher zweier DFG-Forschungsgruppen Logik in der Philosophie (1997–2003) und Was wäre wenn? (2012–2018), Principle Investigator des Sonderforschungsbereichs SFB471 Variation im Lexikon (2000–2008) und Ko-Initiator des Schwerpunktprogramms SPP1516 New Frameworks of Rationality (2011–2018), aus dem auch das mit Markus Knauff herausgegebene interdisziplinäre, philosophisch-psychologische Handbook of Rationality (MIT Press 2021) hervorgegangen ist. Seit 2019 ist er PI des Exzellenzclusters EXC 2064 Machine Learning: New Perspectives for Science, und seit 2020 leitet er sein Reinhart-Koselleck-Projekt Reflexive Decision and Game Theory.
Spohn ist der jüngste Bruder des historischen Soziologen Willfried Spohn und des mathematischen Physikers Herbert Spohn.

## Forschung
Spohn ist hauptsächlich für seine Beiträge zur formalen Erkenntnistheorie bekannt, insbesondere für die umfassende Entwicklung seiner Theorie der Überzeugungsdynamik, der so genannten Rangtheorie (beginnend in seiner Habilitationsschrift von 1983 und umfassend dargelegt in The Laws of Belief von 2012). Sie ist eine Alternative zur Wahrscheinlichkeitstheorie mit einer ähnlich großen philosophischen Bedeutung für viele erkenntnistheoretische Weiterungen (wie das Induktionsproblem, die Theorie der Kausalität etc.). Spohns Forschungen betreffen auch die Wissenschaftstheorie, Metaphysik und Ontologie, die Philosophie der Sprache und des Geistes, insbesondere die zweidimensionale Semantik, die philosophischen Logiken und die Theorie der praktischen Rationalität, insbesondere Entscheidungs- und Spieltheorie (s. dazu seine Aufsatzsammlung Causation, Coherence, and Concepts und sein Reinhart Koselleck-Projekt Reflexive Decision and Game Theory). Seine Dissertation Grundlagen der Entscheidungstheorie und sein Aufsatz Stochastic Independence, Causal Independence, and Shieldability sind Wegbereiter der Theorie der Bayes’schen Netze und ihrer kausalen Interpretation, die nach 1990 zur dominierenden statistischen Theorie der Kausalität wurde. Sein Aufsatz How to Make Sense of Game Theory ist Vorläufer der epistemischen Spieltheorie, die sich zu einem wichtigen Teilgebiet der Spieltheorie entwickelt hat. Der neuartige Begriff des Abhängigkeitsgleichgewichts, der den grundlegenden Begriff des Nash-Gleichgewichts erweitert, ist erstmals in seinem Aufsatz Dependency Equilibria and the Causal Structure of Decision and Game Situations eingeführt.

## Veröffentlichungen
- Grundlagen der Entscheidungstheorie. Scriptor-Verlag, Kronberg 1978, ISBN 3-589-20609-8 (PDF)
- Stochastic Independence, Causal Independence, and Shieldability. In: Journal of Philosophical Logic. Band 9, 1980, S. 73–99
- How to Make Sense of Game Theory, in: W. Stegmüller, W. Balzer, W. Spohn (Hg.), Philosophy of Economics, Springer, Berlin 1982, pp. 239–270; wiederabgedruckt in: Y. Varoufakis, A. Housego (Hg.), Game Theory: Critical Concepts in the Social Sciences, Vol. IV, Discontents, Routledge, London 2001, pp. 213–241.
- Eine Theorie der Kausalität. Habilitationsschrift. München 1983 (PDF)
- Hg. von: Erkenntnis Orientated: A Centennial Volume for Rudolf Carnap and Hans Reichenbach. Kluwer, Dordrecht 1991, ISBN 0-7923-1408-5
- mit Bas C. van Fraassen & Brian Skyrms (Hrsg.): Existence and Explanation: Essays presented in Honor of Karel Lambert. Kluwer, Dordrecht, 1991, ISBN 0-7923-1252-X
- mit Julian Nida-Rümelin (Hrsg.): Practical Rationality, Rules, and Structure. Kluwer, Dordrecht 2000, ISBN 0-7923-6326-4
- mit Peter Schroeder-Heister & Erik J. Olsson (Hrsg.): Logik in der Philosophie. Synchron, Heidelberg 2004, ISBN 3-935025-66-1
- Causation, Coherence, and Concepts. A Collection of Essays. Springer, Dordrecht 2008, ISBN 978-1-4020-5474-7
- The Laws of Belief. Ranking Theory and its Philosophical Applications. Oxford University Press, Oxford 2012, ISBN 978-0-19-969750-2
- mit Markus Knauff (Hrsg.): The Handbook of Rationality. MIT Press, Cambridge MA 2021, ISBN 978-0-262-04507-0.